# Norbert Hofmann (Landrat)

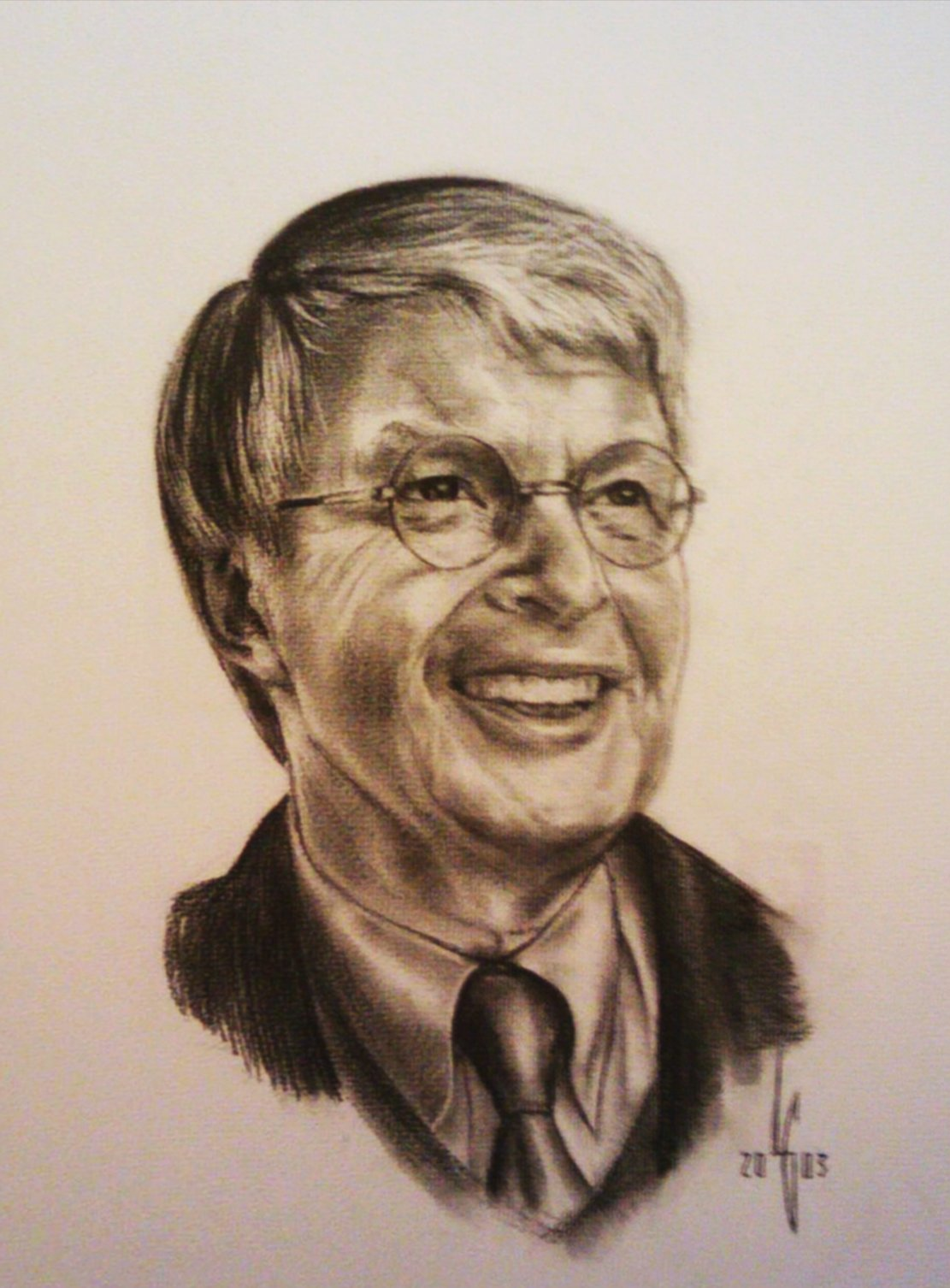
Norbert Hofmann, Graphitzeichnung von Lars Gölz, 2003

Norbert Hofmann (* 19. Juni 1942 in Berlin) ist ein deutscher Kommunalpolitiker der SPD und ehemaliger Landrat des Landkreises Bergstraße. Während seiner Amtszeit als Landrat war Norbert Hofmann zudem Vorsitzender des Vereins Naturpark Bergstraße-Odenwald e.V. Unter seiner Regie wurde der Startschuss für die Aufnahme des Vereins in das Global Network of Geoparks der UNESCO gegeben.

## Beruflicher Werdegang
Nach dem Studium der Politik und Romanistik in Mannheim, Heidelberg, Marburg und Besançon (Frankreich) war er in den Jahren 1970 bis 1981 im Schuldienst. Bis zu seiner Wahl zum Bürgermeister der Stadt Viernheim war er Studiendirektor und pädagogischer Leiter der Gesamtschule in Bürstadt.
Von April 2004 bis April 2010 war Hofmann Erster Vorsitzender des Odenwaldklub e.V.

## Politische Karriere
In den Jahren 1968 bis 1981 gehörte Hofmann der Stadtverordnetenversammlung Viernheim an und wurde 1981 zum Stadtrat, im Jahr 1987 zum Bürgermeister der Stadt Viernheim gewählt. Dieses Amt bekleidete er bis 1997. Von 1997 bis 2003 amtierte er als Landrat des Landkreises Bergstraße.

## Schriften
- Die Vielfalt Unserer Heimat: Geo-naturpark Bergstrasse-Odenwald. Umbrella Press Ltd, Toronto 2008, ISBN 978-0956093400. (engl.)